# Treze Pontos
Os Treze Pontos foram um conjunto de emendas à Constituição de Chipre, propostas em 30 de novembro de 1963 pelo Arcebispo Makarios, o primeiro presidente do Chipre, que alteraram a forma como os cipriotas gregos e os cipriotas turcos seriam representados no governo. Ao ser proposto após dois anos de paz entre os dois grupos, as emendas foram rejeitadas pelos turcos, desencadeando uma crise que levou à violência intercomunitária generalizada e culminou no conflito do Natal Sangrento.
As emendas propostas foram:
- O direito de veto do presidente grego e do vice-presidente turco da República de Chipre será abandonado.
- O vice-presidente turco substituirá o presidente grego em caso de ausência temporária ou incapacidade para o exercício de suas funções.
- O presidente grego e o vice-presidente turco da Câmara dos Representantes serão eleitos pela Câmara como um todo e não, como à época, o presidente pelos membros gregos da Câmara e o vice-presidente pelos membros turcos da Câmara.
- O vice-presidente turco da Câmara dos Representantes substituirá o presidente grego da Câmara em caso de ausência temporária ou incapacidade para o exercício de suas funções.
- As disposições constitucionais relativas a maiorias separadas para a promulgação de certas leis pela Câmara dos Representantes serão abolidas.
- Municípios unificados serão estabelecidos.
- A administração do judiciário será unificada.
- A divisão das forças de segurança em polícia e gendarmaria será abolida.
- O contingente numérico das forças de segurança e de defesa será determinada por lei.
- A proporção de cipriotas gregos e turcos que participam do serviço público e das forças armadas será modificada proporcionalmente à proporção de cipriotas gregos e turcos que povoam a República de Chipre.
- O número de membros da Comissão de Serviço Público será reduzido de dez para cinco.
- Todas as decisões da Comissão de Serviço Público serão tomadas por maioria simples.
- A Câmara Comunal Grega será extinta.

O problema constitucional mais sério que a recém-criada República de Chipre enfrentou na política cotidiana decorreu de uma questão relativa aos municípios; os cipriotas turcos lutaram pela criação de municípios separados para gregos e turcos, enquanto os cipriotas gregos almejavam municípios mistos.  Makarios levou em consideração a probabilidade de alterar a constituição unilateralmente; apesar de ter sido alertado sobre o colapso constitucional por seu próprio ministro Glafkos Clerides (que mais tarde se tornou o 4.º presidente do Chipre), pelo ministro das Relações Exteriores da Grécia, Evangelos Averoff, e pelo governo turco, Makarios prosseguiu com as mudanças. Ele calculou a instabilidade política da Turquia e da Grécia e acreditava que sua proposta seria apoiada pelas Nações Unidas.
Em 30 de novembro de 1963, Makarios entregou um memorando com os treze pontos ao lado cipriota turco. Fazıl Küçük, Rauf Denktaş e o governo turco rejeitaram todos os treze. Os cipriotas turcos entraram com uma ação judicial contra as emendas no Supremo Tribunal Constitucional de Chipre. Propostas após dois anos de paz entre os dois grupos, as emendas e sua rejeição desencadearam uma crise entre cipriotas gregos e turcos que levou à violência intercomunitária generalizada e culminou no conflito do Natal Sangrento.